# 会意
会意（繁: 會意、かいい）とは、漢字の造字法である六書（りくしょ）の一つ。既成の象形文字または指事文字を組み合わせること。会意によって作られた漢字を会意文字（かいいもじ）という。
例えば、「休」は「人」と「木」によって構成され、人が木に寄りかかって休むことから「やすむ」の意味を表す字として作られたとされる。
『説文解字』では会意の例として、「武」と「信」を挙げている。「武」は「戈（ほこ）」と「止（とめる）」から構成され、これは『春秋左氏伝』宣公12年の「戈を止めるを武と為す」にもとづいて解釈されている。このように会意文字の解釈は人それぞれ恣意的になされる場合が多いので注意が必要である。甲骨文字の発見以後、かなりのものが見直されつつある。
なお、日本の国字は会意で作られたものが多い。
字書では、字源的な構成要素のうちいずれかを部首とする場合が多いが、部首として取れる字源的な構成要素が複数ある場合、いずれを部首とするかは慣例による。例えば次の通りである。
- 「相」は「木」と「目」の会意文字であり、木部と目部のいずれにも所属しうるが、目部に入れるのが一般的である。
- 「男」は「田」と「力」の会意文字であり、田部と力部のいずれにも所属しうるが、田部に入れるのが一般的である。なお説文解字では現在一般的な康煕字典にない「男部」が立てられそこに所属していた。
- 「即」は「皀」と「卩」の会意文字であるが、偏の「皀」が部首にないので卩部に属する。

ただし次のような例外もある。
- 字形の変化のため、便宜上字形によって分類せざるを得なくなっているもの。例えば「具」という文字は「鼎」と「廾」の会意文字で、『説文解字』では「廾部(𠬞部)」に分類しているが、楷書の字形がもはや「廾」の原型をとどめていないので、現代の字書は字形によって「八部」に分類している。
- 「赤」（「大」＋「火」）、「香」（「黍」＋「口」）など、会意文字の構成要素が楷書で原型をとどめているかどうかにかかわらず、その字自体を意符とする形声または会意文字などがある程度の数存在する（それぞれ、赧赫赭、馥馨馞など）ために、その字自体が部首となっているもの。